# К.О.Р.С.
Коалиција за одрживо рударство у Србији (скр. К.О.Р.С.) је добровољно, невладино, нестраначко и непрофитно удружење. Области деловања КОРС-а су: заштита здравља, заштита људских и имовинских права и заштита животне средине грађана погођених рударским и сродним радовима у вези са рударским објектима и радовима.
Председник удружења је Звездан Калмар.
Удружење је почетком марта 2021. године поднело уставну иницијативу за укидање давања експлоатационих права приватним рударским предузећима јер се тиме крши право слободног располагања приватном имовином коју рударске компаније багателно купују уз подршку државног апарата, заобилазећи тржишне вредности, наноси тешку друштвено-економску, правну, друштвену штету приватницима, насељима, целим селима, а доводи и до тешких личних и породичних драма, психичких проблема, осећаја опште несигурности.
КОРС је најактивнији по питању потенцијалног отварања рудника литијума у долини Јадра, рудника угља Електропривреде Србије у Костолцу и Колубари, рудника бакра и злата у Бору, нафтних бушотина на северу Војводине.